# Bova Marina

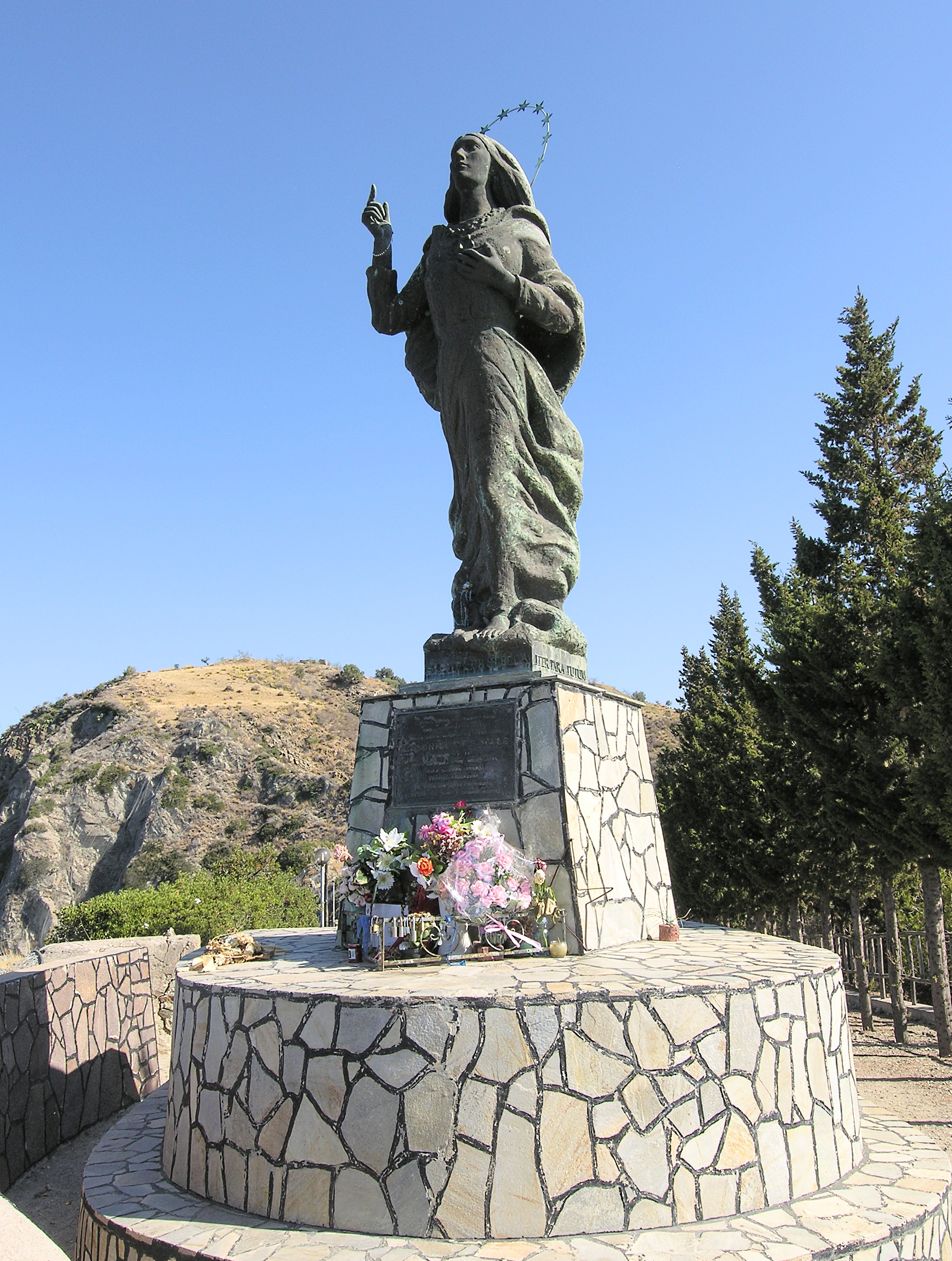
Bronzen standbeeld van Madonna del Mare (Capo San Giovanni D'Avalos, Bova Marina)

Bova Marina is een gemeente in de Italiaanse provincie Reggio Calabria (regio Calabrië) en telt 3870 inwoners (31-12-2004). De oppervlakte bedraagt 29,5 km² en de bevolkingsdichtheid is 136 inwoners per km².
De volgende frazioni maken deel uit van de gemeente: Mesofugna, Amigdalà, Borgo, Centro, Rada Azzurra, Costa dei Saraceni, Stella Maris.

## Demografie
Bova Marina telt ongeveer 1420 huishoudens. Volgens cijfers uit de tienjaarlijkse volkstellingen van ISTAT daalde in de periode 1991-2001 het aantal inwoners met 9,2%.
| Jaar | Inwoneraantal |
| ---- | ------------- |
| 1991 | 4371          |
| 2001 | 3967          |

## Geografie
De gemeente ligt op ongeveer 20 m boven zeeniveau.
Bova Marina grenst aan de volgende gemeenten: Bova, Condofuri, Palizzi.